# Брисбен
Бри́сбен (англ. Brisbane [ˈbrɪzbən]) — самый большой по площади и 3-й по населению город в Австралии. Столица штата Квинсленд. Образует муниципальное образование «город Брисбен». Население —  2 628 083 человек (2022). В пределах городской агломерации проживает 2,2 млн человек (2013).
Расположен на востоке Австралии, на берегу реки Брисбен (отсюда название города) и залива Мортон Тихого океана. Климат влажный субтропический. Входит в первую сотню глобальных городов мира. Большой Брисбен производит 9 % ВВП страны.
Основан под названием Эденгласси (Edenglassie) в 1825 году. С 1859 года — столица штата Квинсленд.

## История
На территории современного Брисбена издревле обитали аборигены.
В 1823 году исследовательская группа во главе с Джоном Оксли спустилась вниз по реке Брисбен и дошла до отметки, которая сейчас известна как Брисбенский бизнес-центр.
В 1824 году здесь была учреждена колония для ссыльных, а в 1842 году когда эта колония была упразднена, город стал быстро развиваться.
Квинсленд образовался в 1859 году в качестве самоуправляющийся колонии, и Брисбен, получивший название в честь генерала Томаса Брисбена, был провозглашён его столицей, а в 1901 году, в рамках федерализации Австралии, стала соучредителем Австралийского Содружества в рамках штата Квинсленд.
В то время Брисбен не являлся городом как таковым. Он представлял собой двадцать отдельных муниципалитетов, и только в 1925 году получил статус города (city).
Сейчас Брисбен является наиболее быстро растущим городом в Австралии, а с началом XXI века получил статус Глобального города[уточнить].

## Климат
Климат Брисбена близок к субтропическому. Имеется длительный сезон дождей, который длится большую часть года, и более прохладный сухой сезон, который длится с июля по сентябрь, и который характерен более низкими температурами и меньшим количеством осадков. Для сухого сезона характерны тёплые дни и прохладные ночи, изредка доходящие до слабых заморозков. Самая высокая температура в Брисбене была зафиксирована 26 января 1940 года, и составила 43,3 °C.
Город зависит от дождей. Если дожди принимают характер стихийного бедствия, то переполняется река Брисбен, текущая через город, и наступает наводнение.
- 1974 — одно из крупнейших наводнений в штате захватило город.
- 2011 — сильнейшее за 120 лет наводнение. Затоплено свыше 17 тыс. зданий в городе. Река не достигла ожидавшегося катастрофического уровня, но тем не менее, поднялась выше уровня 1974 года, и разрушения весьма значительны[7]. Загорелся центральный стадион Suncorp[8]. По рекам проходят 2-4 метровые волны (континентальный цунами[9]). Река поднялась до отметки 4,46 метров[10], превзойдя уровень 1974 года. В зоне затопления оказалась территория, превышающая по площади размеры Германии и Франции вместе взятые, экономические потери исчисляются миллиардами долларов.

| Показатель                                                      | Янв. | Фев. | Март  | Апр. | Май  | Июнь | Июль | Авг. | Сен. | Окт. | Нояб. | Дек.  | Год    |
| --------------------------------------------------------------- | ---- | ---- | ----- | ---- | ---- | ---- | ---- | ---- | ---- | ---- | ----- | ----- | ------ |
| Абсолютный максимум, °C                                         | 43,3 | 41,8 | 38,7  | 34,9 | 31,3 | 28,9 | 28,3 | 35,7 | 37,8 | 39,4 | 40,5  | 39,8  | 43,3   |
| Средний максимум, °C                                            | 30,3 | 29,7 | 28,7  | 26,4 | 23,8 | 21,4 | 21,1 | 22,5 | 25,1 | 26,9 | 28,2  | 29,5  | 26,1   |
| Средняя температура, °C                                         | 25,3 | 24,9 | 23,5  | 20,7 | 17,9 | 15,3 | 14,3 | 15,3 | 18,1 | 20,6 | 22,6  | 24,3  | 20,2   |
| Средний минимум, °C                                             | 20,2 | 20,0 | 18,2  | 15,0 | 11,9 | 9,2  | 7,5  | 8,0  | 11,0 | 14,3 | 17,0  | 19,1  | 14,3   |
| Абсолютный минимум, °C                                          | 13,7 | 14,2 | 10,1  | 5,3  | 0,6  | −0,8 | −2,5 | −1,8 | −0,4 | 4,2  | 7,2   | 9,8   | −2,5   |
| Норма осадков, мм                                               | 135  | 153  | 124,5 | 80,1 | 75,3 | 66,4 | 49,4 | 37,6 | 36,2 | 79,2 | 100,4 | 128,7 | 1067,3 |
| Температура воды, °C                                            | 25   | 25   | 23    | 23   | 21   | 21   | 19   | 19   | 20   | 20   | 23    | 23    | 22     |
| Источник: Австралийское бюро метеорологии, Туристический портал |      |      |       |      |      |      |      |      |      |      |       |       |        |

| Показатель                                | Янв.  | Фев.  | Март | Апр. | Май   | Июнь | Июль | Авг. | Сен. | Окт. | Нояб. | Дек.  | Год    |
| ----------------------------------------- | ----- | ----- | ---- | ---- | ----- | ---- | ---- | ---- | ---- | ---- | ----- | ----- | ------ |
| Средний максимум, °C                      | 28,9  | 29,0  | 27,9 | 26,0 | 23,5  | 21,2 | 20,9 | 21,7 | 24,2 | 25,4 | 26,7  | 28,1  | 25,3   |
| Средняя температура, °C                   | 25,0  | 25,1  | 23,7 | 21,2 | 18,2  | 15,9 | 14,9 | 15,7 | 18,5 | 20,6 | 22,5  | 24,1  | 20,4   |
| Средний минимум, °C                       | 21,1  | 21,2  | 19,4 | 16,3 | 12,8  | 10,5 | 8,9  | 9,6  | 12,7 | 15,7 | 18,2  | 20,0  | 15,5   |
| Норма осадков, мм                         | 135,6 | 120,8 | 94,8 | 75,0 | 113,5 | 63,5 | 26,8 | 42,8 | 34,3 | 82,4 | 94,5  | 141,7 | 1019,6 |
| Источник: Австралийское бюро метеорологии |       |       |      |      |       |      |      |      |      |      |       |       |        |

## Население
| Брисбен Население по годам | Брисбен Население по годам | Брисбен Население по годам |
| -------------------------- | -------------------------- | -------------------------- |
| 1825                       | 47                         | (колония каторжников)      |
| 1831                       | 1241                       |                            |
| 1839                       | 2212                       |                            |
| 1846                       | 6257                       | (свободное население)      |
| 1851                       | 8375                       |                            |
| 1891                       | 104 276                    | (Золотая лихорадка)        |
| 1925                       | 260 000                    |                            |
| 1950                       | 442 000                    |                            |
| 1960                       | 603 000                    |                            |
| 1970                       | 798 000                    |                            |
| 1980                       | 1 067 000                  |                            |
| 1990                       | 1 303 000                  |                            |
| 2000                       | 1 591 000                  |                            |
| 2004                       | 1 810 943                  |                            |
| 2016                       | 2 360 241                  |                            |

Брисбен по скорости роста населения занимает 1 место по Австралии. По официальным данным, в период с 1999 по 2004 год население города выросло на 11,5 %.
По результатам последней переписи (2001), 21 % населения Брисбена составляют иностранцы, 1,7 % городского населения — аборигены. Для 86,5 % жителей города английский язык — основной (родной), остальные 13,5 % пользуются английским как вторым языком. За английским по распространённости в городе следует китайский язык, затем вьетнамский и итальянский. Количество выходцев из бывшего СССР не превышает 0,1 % населения. Более 1,2 млн человек проживали в муниципалитете Брисбен в 2016 году.

## Транспорт
Аэропорт Брисбен расположен на восточной окраине города, является третьим по пассажирообороту аэропортом Австралии после аэропортов Сиднея и Мельбурна. В аэропорту функционируют внутренний и международный терминалы, а также грузовой терминал и две ВПП.
С 1885 по 1969 годы в городе существовала трамвайная сеть. В период максимального развития сети (1952 год) протяжённость пути составляла 109 км, а максимальное количество пассажиров было перевезено с 1944 по 1945 год. Оно составило почти 160 миллионов чел.
В городе действует метробус, известный как Брисбенское метро.

## Летние Олимпийские Игры 2032
21 июля 2021 на 138-й сессии МОК в Токио Брисбен был выбран на безальтернативной основе местом проведения XXXV Летних Олимпийских игр.
В 2032 году Брисбен станет третьим австралийским городом, который примет Олимпиаду. Ранее летние Олимпийские игры проходили в Мельбурне (1956) и Сиднее (2000). К тому же Брисбен станет четвёртой столицей Летних Олимпийских игр, где соревнования пройдут в разгар зимы из-за расположения в Южном полушарии, после вышеупомянутых игр в Австралии в Мельбурне и Сиднее и летних Олимпийских игр 2016 года в Рио-де-Жанейро, проводившихся в Бразилии.

## Популярные места для туристов
Наиболее популярные для отдыха места в Брисбене — это парки, в частности, Roma Street Parkland, Mount Coot-tha, South Bank Parkland и Brisbane City Botanic Gardens (большой ботанический сад, поделённый на отдельные сектора).
Интересен тот факт, что если северное побережье реки в городе называется Brisbane City Centre и содержит многочисленные «бизнес-точки», включая магазины одежды, бытовой и цифровой техники, автосервисы и т. д., то южное побережье называется South Bank и включает многочисленные места для отдыха, в том числе: уже упомянутый South Bank Parkland, City Beach и многие другие.
Развито ныряние с аквалангом, в том числе и погружение к искусственным и естественным рифам.
На Альберт-стрит находятся такие известные памятники, как Бомбоубежище на юге Альберт-парка, Перри-хаус,Объединённая церковь на Альберт-стрит.

## Известные уроженцы
- Трейси Моффат (род. 1960) — австралийская фотохудожница и кинорежиссёр, родилась в резервации Шербур в трёх километрах от Брисбена.
- S3RL (настоящее имя — англ. Jole Richard Hughes; род. 1981) — австралийский диджей и музыкальный продюсер, создающий музыку преимущественно в жанре Happy hardcore.

## Города-побратимы
Брисбен имеет 9 городов-побратимов, 8 из которых расположены в Азии:
| - Кобе, Япония, с 1985 - Окленд, Новая Зеландия, с 1988 - Шэньчжэнь, Китай, с 1992 | - Семаранг, Индонезия, с 1993 - Гаосюн, Тайвань, с 1997 - Тэджон, Республика Корея, с 2002 | - Чунцин, Китай, с 2005 - Абу-Даби, с 2009 - Хайдарабад, с 2010 |

Российских городов среди них нет, но в Брисбене установлен памятник Константину Эдуардовичу Циолковскому (1857-1935).